# Niederauroff
Niederauroff ist ein Stadtteil von Idstein im südhessischen Rheingau-Taunus-Kreis.

## Geographische Lage
Das Dorf liegt westlich von Idstein im Auroffer Grund. Durch Niederauroff führt die Landstraße 3274. Östlich des Ortes verläuft die Bundesautobahn 3.

## Geschichte

### Chronik
Die älteste bekannte schriftliche Erwähnung von Niederauroff erfolgte im Jahr 1230/31 unter dem Namen Vrefe inferior in einer Urkunde der Deutschordensballei Hessen. Zu dieser Zeit gehörte der Ort zur Grafschaft Nassau unter Graf Heinrich II.

### Gebietsreform
Im Zuge der Gebietsreform in Hessen schloss sich die bis dahin selbständige Gemeinde Niederauroff zum 1. Juli 1971 mit zwei weiteren Gemeinden freiwillig der Stadt Idstein an. Für den Stadtteil Niederauroff wurde, wie für die übrigen Stadtteile von Idstein, ein Ortsbezirk mit Ortsbeirat und Ortsvorsteher nach der Hessischen Gemeindeordnung eingerichtet.

### Territorialgeschichte und Verwaltung im Überblick
Die folgende Liste zeigt im Überblick die Territorien, in denen Niederauroff lag, bzw. die Verwaltungseinheiten, denen es unterstand:
- vor 1721: Heiliges Römisches Reich, Grafschaft Nassau-Idstein, Amt Idstein
- ab 1721: Heiliges Römisches Reich, Grafschaft Nassau-Ottweiler, Amt Idstein
- ab 1728: Heiliges Römisches Reich, Fürstentum Nassau-Usingen, Amt Idstein
- 1787: Heiliges Römisches Reich, Fürstentum Nassau-Usingen, Oberamt oder Herrschaft Idstein
- ab 1806: Herzogtum Nassau, Amt Idstein
- 1812: Herzogtum Nassau, Regierungsbezirk Wiesbaden, Amt Idstein
- ab 1816: Deutscher Bund, Herzogtum Nassau, Amt Wehen
- ab 1849: Deutscher Bund, Herzogtum Nassau, Regierungsbezirk Wiesbaden, Kreisamt Langen-Schwalbach (Justizamt Wehen bis 1854)
- ab 1854: Deutscher Bund, Herzogtum Nassau, Regierungsbezirk Wiesbaden, Justiz- und Verwaltungsamt Wehen
- ab 1867/68: Königreich Preußen, Provinz Hessen-Nassau, Regierungsbezirk Wiesbaden, Untertaunuskreis (Trennung von Justiz (Amtsgericht Wehen) und Verwaltung)
- ab 1871: Deutsches Reich, Königreich Preußen, Provinz Hessen-Nassau, Regierungsbezirk Wiesbaden, Untertaunuskreis
- ab 1918: Deutsches Reich, Freistaat Preußen, Provinz Hessen-Nassau, Regierungsbezirk Wiesbaden, Untertaunuskreis
- ab 1944: Deutsches Reich, Freistaat Preußen, Provinz Nassau, Untertaunuskreis
- ab 1945: Amerikanische Besatzungszone, Groß-Hessen, Regierungsbezirk Wiesbaden, Untertaunuskreis
- ab 1949: Bundesrepublik Deutschland, Land Hessen (ab 1946), Untertaunuskreis
- ab 1968: Bundesrepublik Deutschland, Regierungsbezirk Darmstadt, Untertaunuskreis
- am 1. Juli 1971 als Stadtteil zu Idstein
- ab 1977: Bundesrepublik Deutschland, Regierungsbezirk Darmstadt, Rheingau-Taunus-Kreis

### Einwohnerentwicklung

#### Einwohnerzahlen
- 1566: 6 Haushaltungen[1]
- 1609: 11 Haushaltungen[1]
- 1648: 4 Haushaltungen[1]

| Niederauroff: Einwohnerzahlen von 1834 bis 2020 | Niederauroff: Einwohnerzahlen von 1834 bis 2020 | Niederauroff: Einwohnerzahlen von 1834 bis 2020 | Niederauroff: Einwohnerzahlen von 1834 bis 2020 | Niederauroff: Einwohnerzahlen von 1834 bis 2020 |
| --- | ----------------------------------------------- | ----------------------------------------------- | ----------------------------------------------- | ----------------------------------------------- |
| Jahr |                                                 |                                                 |                                                 | Einwohner                                       |
| 1834 | 1834                                            |                                                 | 96                                              | 96                                              |
| 1840 | 1840                                            |                                                 | 109                                             | 109                                             |
| 1846 | 1846                                            |                                                 | 113                                             | 113                                             |
| 1852 | 1852                                            |                                                 | 117                                             | 117                                             |
| 1858 | 1858                                            |                                                 | 108                                             | 108                                             |
| 1864 | 1864                                            |                                                 | 113                                             | 113                                             |
| 1871 | 1871                                            |                                                 | 124                                             | 124                                             |
| 1875 | 1875                                            |                                                 | 135                                             | 135                                             |
| 1885 | 1885                                            |                                                 | 127                                             | 127                                             |
| 1895 | 1895                                            |                                                 | 122                                             | 122                                             |
| 1905 | 1905                                            |                                                 | 123                                             | 123                                             |
| 1910 | 1910                                            |                                                 | 126                                             | 126                                             |
| 1925 | 1925                                            |                                                 | 126                                             | 126                                             |
| 1939 | 1939                                            |                                                 | 127                                             | 127                                             |
| 1946 | 1946                                            |                                                 | 213                                             | 213                                             |
| 1950 | 1950                                            |                                                 | 207                                             | 207                                             |
| 1956 | 1956                                            |                                                 | 178                                             | 178                                             |
| 1961 | 1961                                            |                                                 | 180                                             | 180                                             |
| 1967 | 1967                                            |                                                 | 265                                             | 265                                             |
| 1970 | 1970                                            |                                                 | 284                                             | 284                                             |
| 1980 | 1980                                            |                                                 | ?                                               | ?                                               |
| 1990 | 1990                                            |                                                 | ?                                               | ?                                               |
| 2000 | 2000                                            |                                                 | ?                                               | ?                                               |
| 2011 | 2011                                            |                                                 | 348                                             | 348                                             |
| 2014 | 2014                                            |                                                 | 401                                             | 401                                             |
| 2020 | 2020                                            |                                                 | 375                                             | 375                                             |
| Datenquelle: Historisches Gemeindeverzeichnis für Hessen: Die Bevölkerung der Gemeinden 1834 bis 1967. Wiesbaden: Hessisches Statistisches Landesamt, 1968. Weitere Quellen: LAGIS; Stadt Idstein:; Zensus 2011 |                                                 |                                                 |                                                 |                                                 |

#### Einwohnerstruktur
Nach den Erhebungen des Zensus 2011 lebten am Stichtag dem 9. Mai 2011 in Niederauroff 348 Einwohner. Darunter waren 21 (6,0 %) Ausländer.
Nach dem Lebensalter waren 57 Einwohner unter 18 Jahren, 141 zwischen 18 und 49, 78 zwischen 50 und 64 und 72 Einwohner waren älter.
Die Einwohner lebten in 150 Haushalten. Davon waren 39 Singlehaushalte, 48 Paare ohne Kinder und 45 Paare mit Kindern, sowie 12 Alleinerziehende und 6 Wohngemeinschaften. In 30 Haushalten lebten ausschließlich Senioren und in 96 Haushaltungen lebten keine Senioren.

#### Religionszugehörigkeit
| • 1895: | 126 evangelische (= 99,21 %), ein katholischer (= 0,79 %) Einwohner |
| • 1961: | 143 evangelische (= 79,44 %), 21 katholische (= 18,89 %) Einwohner  |

## Kultur und Sehenswürdigkeiten

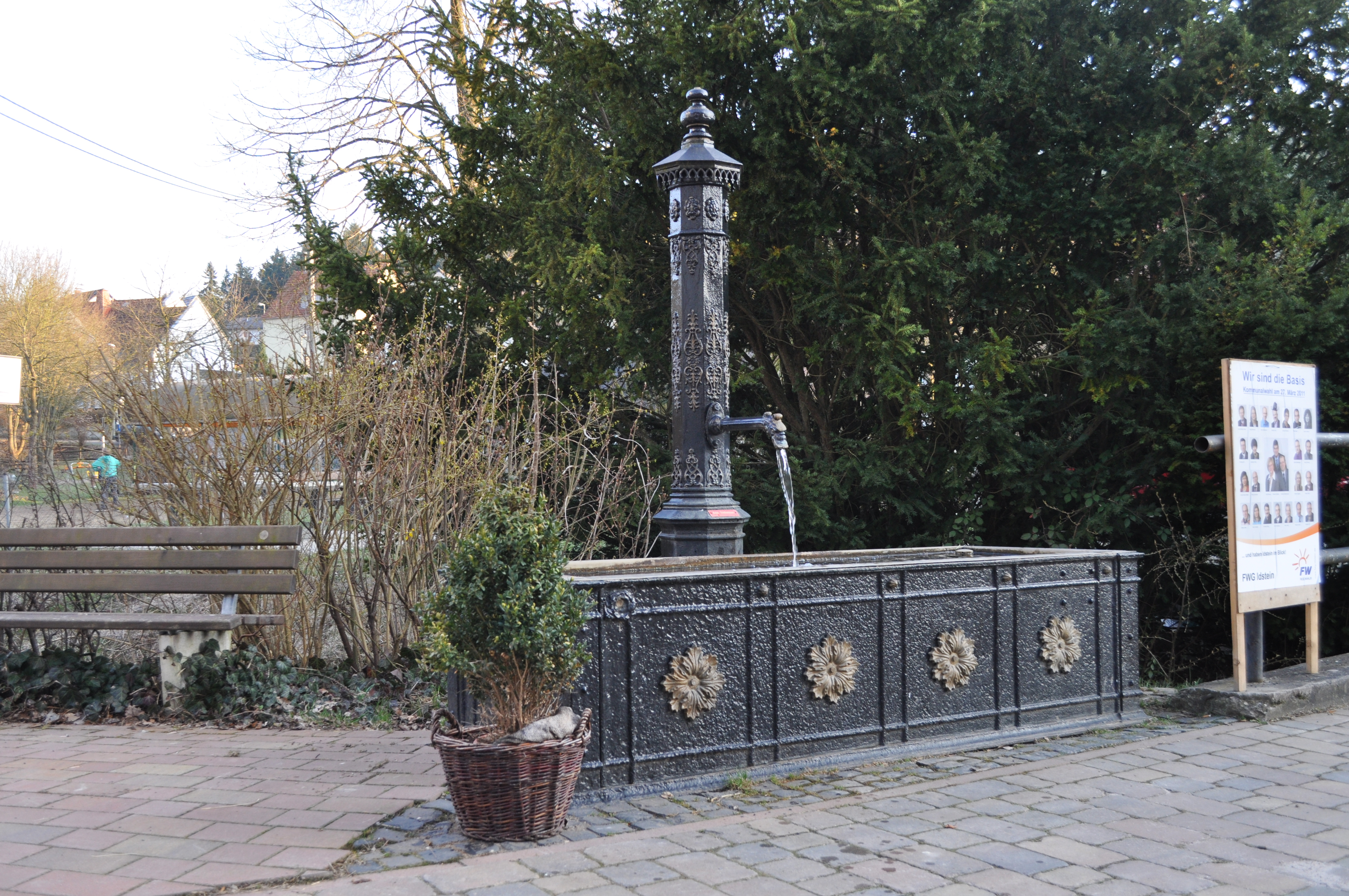
Brunnen in Niederauoff

- Auf dem Holdersberg findet man die Überreste der Burg Holdersberg (am Aussichtspunkt Philippsruhe), wie auch die Ringwallanlage Nack.
- Der gusseiserne Brunnen in der „Brunnenstraße“ wurde möglicherweise in der Michelbacher Hütte hergestellt und steht unter Denkmalschutz.[10]

Für die Kulturdenkmäler siehe Liste der Kulturdenkmäler in Niederauroff.

## Verkehr
- Den öffentlichen Personennahverkehr stellt die Buslinie 224 der Rheingau-Taunus-Verkehrsgesellschaft sicher.